# Andrew Willis
Andrew Willis (ur. 3 grudnia 1990 w Frimley) – brytyjski pływak specjalizujący się w stylu klasycznym, wicemistrz świata na krótkim basenie (2016).

## Życiorys
W wieku 22 lat wystartował na XXX Letnich Igrzyskach Olimpijskich w Londynie w Wielkiej Brytanii. Na dystansie 200 m stylem klasycznym zajął ósme miejsce z czasem 2:09,44.
Rok później, wystąpił na mistrzostwach świata w Barcelonie, zajmując czwarte miejsce w konkurencji 200 m żabką (2:09,13).
W 2014 roku pojawił się na Igrzyskach Wspólnoty Narodów w Glasgow, zdobywając brązowy medal na dystansie 200 m stylem klasycznym.
Na igrzyskach olimpijskich w Rio de Janeiro w 2016 roku uplasował się na czwartym miejscu w konkurencji 200 m stylem klasycznym, uzyskawszy w finale czas 2:07,78.